# 浅倉久志
浅倉 久志（あさくら ひさし、本名：大谷善次、1930年3月29日 - 2010年2月14日）は、日本の翻訳家。
SF作品の翻訳で著名であり、特にカート・ヴォネガット、フィリップ・K・ディック、ウィリアム・ギブスンの作品を多く翻訳している。
また、同業者の伊藤典夫と共に、R・A・ラファティ、コードウェイナー・スミス、ジェイムズ・ティプトリー・Jr.といった異色の実力派作家を日本に紹介した。カート・ヴォネガット・ジュニアの作品も、伊藤と分担
して翻訳・紹介した。
日本の代表的な海外SF翻訳家の一人である。なお、エッセイ集によると日本から外に出たことはないという。日本SF作家クラブ会員。

## 経歴
大阪府大阪市出身。1947年、大阪外事専門学校（1949年に大阪外国語大学に改称、現大阪大学外国語学部）に入学、英米科を1950年に卒業。浜松市の織物会社に就職し、1959年に結婚。1960年に当時高校生だった伊藤典夫と知りあう。大学進学で上京した伊藤の紹介により、1962年フレデリック・ポール「蟻か人か」の翻訳でデビュー。また「東海SFの会」で活動していた岡部宏之を勧誘してSF翻訳家にさせた。1966年に退職し、以後翻訳を専業にした。
雑誌の同じ号に掲載される複数の作品を、同一の訳者が翻訳しているのは良くない（名義を変えたほうが執筆者が多くにぎやかに見える）という1960～70年代当時の考え方や、競合出版社では名義を変えたほうがいいという事情もあり、深谷節、沢ゆり子、牟礼一郎、大谷圭二といった多くの別名がある。それらの名称のうちもっとも知名度が高く、本項目の見出しにもなっているのは浅倉久志名義だが、これはSF作家アーサー・C・クラークの名前をもじったものという。
作品への嗜好から言えば、ユーモラスな作風をこよなく愛好し、ユーモアSFばかりをあつめたアンソロジー『世界ユーモアSF傑作選』全2巻や『グラックの卵』をみずから編集している。
また、小説以外にも、「ニューヨーカー」全盛期のアメリカで人気を博した、ロバート・ベンチリーなどの、「生真面目な文体で馬鹿馬鹿しい話が展開する、洗練されたエッセイまたはフィクション」を「ユーモア・スケッチ」と名づけ、「ミステリマガジン」に自らセレクトした作品を長年にわたって翻訳掲載した（あまりに多数の作品を翻訳したため、ついうっかり同一作品を2回掲載してしまったことがある）。その成果は『ユーモア・スケッチ傑作展』全3巻（及びその続編『すべてはイブからはじまった』）として結実した。他にも、ドナルド・オグデン・ステュアートの長編ユーモア・スケッチ『ハドック夫妻のパリ見学』（ハヤカワ文庫）や、リチャード・ホイトのオフ・ビートなミステリ作品なども翻訳している。
矢野徹がはじめた「翻訳勉強会」にも中心的なメンバーとして参加していた。また、浅倉が中心となって、翻訳家の交流会「エイト・ダイナーズ」が、小尾芙佐、深町眞理子、大村美根子、山田順子、佐藤高子、鎌田三平、白石朗というメンバーで行われていた。
2006年に初のエッセイ集『ぼくがカンガルーに出会ったころ』が出版された。
2010年2月14日、心不全で死去。2010年12月、第31回日本SF大賞特別賞受賞。
なお、村上春樹は柴田元幸との対談において、自身に影響を与えたアメリカ文学の翻訳文として、「藤本和子のリチャード・ブローティガンの翻訳」「飛田茂雄・浅倉久志のカート・ヴォネガットの翻訳」をあげている。

## 著書
- 『ぼくがカンガルーに出会ったころ』（国書刊行会） 2006.6   ISBN 4336047766　- エッセイ集、巻末に翻訳リスト付き

## 訳書
- 『ミュータント』（ルイス・パジェット、早川書房） 1964
- 『重力の使命』（ハル・クレメント、早川書房） 1965、のち文庫
- 『宇宙零年 宇宙都市1』（ジェイムズ・ブリッシュ、早川書房） 1966、のち文庫
- 『自由未来』（ロバート・A・ハインライン、早川書房） 1967年、のち文庫
- 『大いなる惑星』（ジャック・ヴァンス、早川書房） 1967、のち文庫
- 『タイム・トンネル』（マレイ・ラインスター、早川書房） 1967
- 『タイムスリップ タイム・トンネル2』（マレイ・ラインスター、早川書房） 1967
- 『時の凱歌 宇宙都市4』（ジェイムズ・ブリッシュ、早川書房） 1968、のち文庫
- 『時の仮面』（ロバート・シルヴァーバーグ、早川書房） 1970、のち文庫
- 『自動洗脳装置』（エリック・フランク・ラッセル、大谷圭二名義訳、創元推理文庫） 1970
- 『ニュー・ワールズ傑作選 no.1』（マイクル・ムアコック編、伊藤典夫共訳、早川書房） 1971
- 『スポーツ・クラブ』（トマス・マッゲイン、角川文庫） 1971
- 『黒い天使たち』（ブルース・J・フリードマン、早川書房） 1972
- 『SFに何ができるか』（ジュディス・メリル、晶文社） 1972
- 『世界の中心で愛を叫んだけもの』（ハーラン・エリスン、伊藤典夫共訳、早川書房） 1973、のち文庫
- 『年刊SF傑作選5』（ジュディス・メリル編、大谷圭二名義訳、創元推理文庫） 1973
- 『救命艇の叛乱 SF世界短編傑作選』（編訳、文化出版局） 1975
- 『ひと夏のおとうと』（ジョン・ニューフェルド、文化出版局） 1976
- 『年刊SF傑作選7』（ジュディス・メリル編、大谷圭二名義訳、創元推理文庫） 1976
- 『SFベスト・オブ・ザ・ベスト』上・下（共訳、創元推理文庫） 1976 - 1977
- 『スウォーム』（アーサー・ハーツォグ、早川書房） 1978.1
- 『ハドック夫妻のパリ見物』（ドナルド・オグデン・ステュアート、ハヤカワ文庫） 1978.4
- 『忘却の惑星』（ドナルド・A・ウォルハイム,テリー・カー編、共訳、ハヤカワ文庫） 1978.4
- 『追憶売ります』（ドナルド・A・ウォルハイム,テリー・カー編、共訳、ハヤカワ文庫） 1978.7
- 『ユーモア・スケッチ傑作展』1 - 3（編訳、早川書房） 1978 - 1983
  - 再編され『エンサイクロペディア国の恋』、『忘れられたバッハ』（ハヤカワ文庫）1991で再刊
  - 再編され『ユーモア・スケッチ大全 ユーモア・スケッチ傑作展1』『ユーモア・スケッチ大全 ユーモア・スケッチ傑作展2』『ユーモア・スケッチ大全 ユーモア・スケッチ傑作展3』として国書刊行会から再刊（2021-2022）
- 『世界SF大賞傑作選(ヒューゴー・ウィナーズ)』 1 - 8（3巻欠）（伊藤典夫共同監修、2,4,5,7,8巻は共訳、講談社文庫） 1978 - 1979
- 『ミュータント傑作選』（R・シルヴァーバーグ編、共訳、講談社文庫） 1979.7
- 『ホークスビル収容所』（ドナルド・A・ウォルハイム,テリー・カー編、共訳、ハヤカワ文庫） 1980.1
- 『空中衝突』（ジョン・ブルース、新潮文庫） 1980.3
- 『バーサーカー 赤方偏移の仮面』（フレッド・セイバーヘーゲン、岡部宏之共訳、ハヤカワ文庫） 1980.4
- 『究極のSF - 13の解答』（E・L・ファーマン,バリー・N・マルツバーグ編、共訳、創元推理文庫） 1980.4
- 『風の十二方位』（アーシュラ・K・ル・グィン、共訳、ハヤカワ文庫） 1980.7
- 『ラブメイカー』（ジョセフ・エルダー編、共訳、ハヤカワ文庫） 1980.9
- 『見えない友だち34人+1』（風見潤編、共訳、集英社文庫） 1980.9
- 『SF - その歴史とヴィジョン』（ロバート・スコールズ,エリック・ラブキン、伊藤典夫,山高昭共訳、TBSブリタニカ） 1980.11
- 『世界ユーモアSF傑作選』1 - 2（編集担当、翻訳は他の訳者と共同、講談社文庫） 1980
- 『冷たい方程式 SFマガジン・ベスト1』（伊藤典夫共編、翻訳は他の訳者と共同、ハヤカワ文庫）1980 - 共編だが、のちに実際は伊藤個人のセレクトと公表された
- 『空は船でいっぱい SFマガジン・ベスト2』（伊藤典夫共編、翻訳は他の訳者と共同、ハヤカワ文庫）1980 - 共編だが、のちに実際は浅倉個人ののセレクトと公表された
- 『解放されたSF - SF連続講演集』（ピーター・ニコルズ編、共訳、東京創元社） 1981.1
- 『世界カーSF傑作選』（R・シルヴァーバーグ編、伊藤典夫共訳、講談社文庫） 1981.4
- 『これでおあいこ ウディ・アレン短編集』（ウディ・アレン、伊藤典夫共訳、CBS・ソニー出版） 1981.6、のち河出文庫
- 『ふしぎの国のレストラン 15のSFアラカルト』（編訳、徳間書店） 1982.6
- 『DR.アシモフのSFおしゃべりジャーナル』（アイザック・アシモフ、安田均、浅倉久志、加藤弘一、白川星紀（黒丸尚）名義共訳、講談社）1983.2
- 『1ダースの未来 : SF合作ゲーム傑作展』（プロンジーニ,マルツバーグ編、共訳、講談社文庫） 1983.5
- 『ベストSF 1』（ハリイ・ハリスン&ブライアン・オールディス編、共訳、サンリオSF文庫） 1983.8
- 『ザ・ベスト・フロム・オービット』上 （デーモン・ナイト編、共訳、NW-SF社） 1984.1
- 『グレムリン』（ジョージ・ガイプ、新潮文庫） 1984.10
- 『樹海伝説』（マイクル・ビショップ、集英社） 1984.10
- 『ドルードルしよう』（ロジャー・プライス、編訳、早川書房） 1984.12
- 『シティ5からの脱出』（バリントン・J・ベイリー、共訳、ハヤカワ文庫） 1985.9
- 『スペースマン 宇宙SFコレクション1』（伊藤典夫共編、翻訳は他の訳者と共同、新潮文庫） 1985
- 『スターシップ 宇宙SFコレクション2』（伊藤典夫共編、翻訳は他の訳者と共同、新潮文庫） 1985
- 『タイム・トラベラー 時間SFコレクション』（伊藤典夫共編、翻訳は他の訳者と共同、新潮文庫） 1987
- 『ギャラクシー』下（共訳、創元推理文庫） 1988.7
- 『ゴールデンボーイ 恐怖の四季 春夏編』（スティーヴン・キング、新潮文庫） 1988.3
- 『アザー・エデン - イギリスSF傑作選』（クリストファー・エヴァンズ,ロバート・ホールドストック編、共訳、ハヤカワ文庫） 1989.6
- 『ナイト・フライヤー』（ダグラス・E・ウィンター編、新潮文庫） 1989.9
- 『重力が衰えるとき』（ジョージ・アレック・エフィンジャー、ハヤカワ文庫） 1989.9
- 『映画辛口案内 私の批評に手加減はない』（ポーリン・ケイル、晶文社） 1990.7
- 『バーサーカー 星のオルフェ』（フレッド・セイバーヘーゲン、岡部宏之共訳、ハヤカワ文庫） 1990.2
- 『太陽の炎』（ジョージ・アレック・エフィンジャー、ハヤカワ文庫） 1991.2
- 『アルーア』（リチャード・コールダー、トレヴィル） 1991.11
- 『すべてはイブからはじまった ユーモア・スケッチブック』（編訳、早川書房） 1991
  - 『ユーモア・スケッチ大全 すべてはイブからはじまった ミクロの傑作圏』（オンデマンドのみの配信だった[13]「ミクロの傑作圏」（文源庫、2004）を含む）として国書刊行会で再刊（2022）
- 『モンタナの夢の丘』（トマス・マッゲイン、早川書房） 1992.1
- 『電脳砂漠』（ジョージ・アレック・エフィンジャー、ハヤカワ文庫） 1992.11
- 『おぼえていないときもある』（W・S・バロウズ、共訳、ペヨトル工房） 1993.1
- 『アインシュタインの夢』（アラン・ライトマン、早川書房） 1993.3、のち文庫
- 『シミュレーションズ - ヴァーチャル・リアリティ海外SF短篇集』（ケアリー・ジェイコブソン編、共訳、ジャストシステム） 1995.8
- 『この不思議な地球で - 世紀末SF傑作選』（巽孝之編、共訳、紀伊国屋書店） 1996.2
- 『時の旅人』（ジャック・フィニイ、角川書店） 1996.2、のち改題・文庫化『フロム・タイム・トゥ・タイム』
- 『銃、ときどき音楽』（ジョナサン・レセム、早川書房） 1996.4
- 『ブレードランナー2 レプリカントの墓標』（K・W・ジーター、早川書房） 1996.7、のち文庫
- 『ナイチンゲールは夜に歌う』（ジョン・クロウリー、早川書房） 1996.9
- 『わたしを見かけませんでしたか?』（コーリイ・フォード、早川書房） 1997.2、のち文庫
- 『最後の一球』（マイクル・シャーラ、ハヤカワ文庫) 1997.6
- 『宇宙と踊る』（アラン・ライトマン、早川書房） 1997.11
- 『SF大百科事典』（ジョン・クルート編著、共訳、グラフィック社） 1998.8
- 『ゾッド・ワロップ あるはずのない物語』（ウィリアム・ブラウニング・スペンサー、角川書店） 1998.12
- 『ホログラム街の女』（F・ポール・ウィルスン、ハヤカワ文庫） 1998.7
- 『不思議な猫たち』（ジャック・ダン,ガードナー・ドゾワ編、扶桑社、扶桑社ミステリー） 1999.9
- 『古書店めぐりは夫婦で』（ローレンス&ナンシー・ゴールドストーン、ハヤカワ文庫） 1999.9
- 『旅に出ても古書店めぐり』（ローレンス&ナンシー・ゴールドストーン、ハヤカワ文庫） 2001.2
- 『ノービットの冒険 ゆきて帰りし物語』（パット・マーフィー、ハヤカワ文庫） 2001.6
- 『ゲーム・プレイヤー』（イアン・M・バンクス、角川文庫） 2001.10
- 『《まるい時間》を生きる女、《まっすぐな時間》を生きる男』（ジェイ・グリフィス、飛鳥新社） 2002.3
- 『ぼくが空を飛んだ日』（ニッキー・シンガー、角川書店） 2002.6
- 『名探偵カマキリと5つの怪事件』（ウィリアム・コツウィンクル、早川書房、ハリネズミの本箱） 2002.11
- 『非情の裁き』（リイ・ブラケット、扶桑社、扶桑社ミステリー） 2003.8
- 『あなたの人生の物語』（テッド・チャン、共訳、ハヤカワ文庫） 2003.9
掲載のうち、「バビロンの塔」「ゼロで割る」「顔の美醜について - ドキュメンタリー」を翻訳
- 『極短小説』（スティーヴ・モス,ジョン・M.ダニエル編、選訳、新潮文庫） 2004.4
- 『鎮魂歌』（グレアム・ジョイス、ハヤカワ文庫） 2004.5
- 「なにもかもが究極的」（スティーヴン・キング、新潮文庫『幸運の25セント硬貨』） 2004.6
- 『ミクロの傑作圏』（編訳 文源庫 2004） - オンデマンド出版のみ
- 『火星ノンストップ：ヴィンテージSFセレクション - 胸躍る冒険篇』（山本弘編、伊藤典夫共訳、早川書房） 2005
- 『ゴーストなんかこわくない - マックス・カーニイの事件簿』（ロン・グーラート、扶桑社） 2006.2
- 『デス博士の島 その他の物語』（ジーン・ウルフ、伊藤典夫,柳下毅一郎共訳、国書刊行会、未来の文学） 2006.2
- 『グラックの卵』（国書刊行会） 2007
- 『夏の涯ての島』（イアン・R・マクラウド、早川書房、プラチナ・ファンタジイ） 2008.1
- 『ワイオミング生まれの宇宙飛行士 : 宇宙開発SF傑作選 : SFマガジン創刊50周年記念アンソロジー』（中村融編、中村融共訳、ハヤカワ文庫） 2010
- 『スティーヴ・フィーヴァー : ポストヒューマンSF傑作選 : SFマガジン創刊50周年記念アンソロジー』（山岸真編、共訳、ハヤカワ文庫） 2010
- 『ここがウィネトカなら、きみはジュディ : 時間SF傑作選 : SFマガジン創刊50周年記念アンソロジー』（大森望編、共訳、ハヤカワ文庫） 2010
- 『きょうも上天気 SF短編傑作選』（大森望編、角川文庫） 2010 - 浅倉翻訳のみのアンソロジー
- 『時を生きる種族 : ファンタスティック時間SF傑作選』（中村融編、共訳、創元SF文庫） 2013
- 『古代の遺物』（ジョン・クロウリー、大森望,畔柳和代,柴田元幸共訳、国書刊行会） 2014
- 『ミステリマガジン700 : 創刊700号記念アンソロジー 海外篇』（杉江松恋編、共訳、ハヤカワ文庫） 2014
- 『夜の夢見の川 : 12の奇妙な物語』（T・スタージョン,G・K・チェスタトン他著、中村融編、共訳、東京創元社、創元推理文庫) 2017
- 『危険なヴィジョン 完全版』1 - 3（ハーラン・エリスン編、共訳、ハヤカワ文庫SF） 2019
- 『レヴィンソン＆リンク劇場 皮肉な終幕』リチャード・レヴィンソン,ウィリアム・リンク

上條ヒロミ,川副智子,木村二郎,高橋知子,仁木メグミ共訳  扶桑社ミステリー　2022
- 『ワンダ・ヒッキーの最高にステキな思い出の夜』（ジーン・シェパード、若島正編訳、浅倉久志共訳、河出書房新社） 2024

### ハリイ・ハリスン
- 『宇宙兵ブルース』（ハリイ・ハリスン、早川書房） 1967、のち文庫
- 『テクニカラー・タイムマシン』（ハリイ・ハリスン、早川書房） 1969、のち文庫
- 『人間がいっぱい』（ハリイ・ハリスン、早川書房） 1971、のち文庫 - 映画『ソイレント・グリーン』の原作
- 『殺意の惑星』（ハリイ・ハリスン、早川書房）1974、のち文庫
- 『銀河遊撃隊』（ハリイ・ハリスン、ハヤカワ文庫） 1980.11

### ポール・アンダースン
- 『時の歩廊』（ポール・アンダースン、早川書房） 1967、のち文庫
- 『無限軌道』（ポール・アンダースン、早川書房） 1969
- 『大魔王作戦』（ポール・アンダースン、ハヤカワ文庫） 1983.1
- 『タウ・ゼロ』（ポール・アンダースン、創元SF文庫） 1992.2
- 『地球帝国秘密諜報員』（ポール・アンダースン、ハヤカワ文庫） 2006.1

### A・E・ヴァン・ヴォークト
- 『スラン / 宇宙船ビーグル号』（ヴァン・ヴォークト、早川書房、世界SF全集） 1968、のちそれぞれ文庫
- 『宇宙嵐のかなた』（A・E・ヴァン・ヴォクト、ハヤカワ文庫SF） 1970
- 『地球最後の砦』（A・E・ヴァン・ヴォクト、伊藤典夫共訳、ハヤカワ文庫SF） 1971

### フィリップ・K・ディック
- 『アンドロイドは電気羊の夢を見るか?』（フィリップ・K・ディック、早川書房） 1969、のち文庫
- 『パーマー・エルドリッチの三つの聖痕』（フィリップ・K・ディック、早川書房） 1978、のち文庫
- 『ユービック』（フィリップ・K・ディック、ハヤカワ文庫） 1978
- 『ザ・ベスト・オブ・P.K.ディック』1 - 2（共訳、サンリオSF文庫） 1983.11
のち『パーキー・パットの日々』『時間飛行士へのささやかな贈物』としてハヤカワ文庫
- 『高い城の男』（フィリップ・K・ディック、ハヤカワ文庫） 1984.7
- 『ザ・ベスト・オブ・P.K.ディック』3 - 4（共訳、サンリオSF文庫） 1985.4
のち『ゴールデン・マン』『まだ人間じゃない』としてハヤカワ文庫
- 『悪夢機械』（フィリップ・K・ディック、新潮文庫） 1987
- 『模造記憶』（フィリップ・K・ディック、共訳、新潮文庫） 1989
- 『永久戦争』（フィリップ・K・ディック、新潮文庫） 1993
- 『マイノリティ・リポート - ディック作品集』（フィリップ・K・ディック、共訳、ハヤカワ文庫） 1999.6
- 『シビュラの目 - ディック作品集』（フィリップ・K・ディック、共訳、ハヤカワ文庫） 2000.6
- 『ユービック：スクリーンプレイ』（フィリップ・K・ディック、ハヤカワ文庫） 2003.4
- 『ペイチェック - ディック作品集』（フィリップ・K・ディック、共訳、ハヤカワ文庫SF） 2004.1
- 『スキャナー・ダークリー』（フィリップ・K・ディック、ハヤカワ文庫） 2005
- 『アジャストメント - ディック短篇傑作選』（フィリップ・K・ディック、大森望編、大森望共訳、ハヤカワ文庫） 2011
- 『トータル・リコール - ディック短篇傑作選』（フィリップ・K・ディック、大森望編、大森望,深町真理子共訳、ハヤカワ文庫） 2011
- 『変数人間 - ディック短篇傑作選』（フィリップ・K・ディック、大森望編、大森望共訳、ハヤカワ文庫） 2013
- 『変種第二号 - ディック短篇傑作選』（フィリップ・K・ディック、大森望編、大森望,若島正共訳、ハヤカワ文庫） 2014
- 『小さな黒い箱 - ディック短篇傑作選』（フィリップ・K・ディック、大森望編、大森望共訳、ハヤカワ文庫） 2014
- 『人間以前- ディック短篇傑作選』（フィリップ・K・ディック、大森望編、大森望,若島正共訳、ハヤカワ文庫） 2014.11

### マイケル・クライトン / ジョン・ラング
- 『アンドロメダ病原体』（マイクル・クライトン、早川書房） 1970、のち文庫
- 『ジャマイカの墓場』（ジョン・ラング、早川書房、Hayakawa pocket mystery books） 1972、のちマイケル・クライトン名義で文庫
- 『ターミナル・マン』（マイクル・クライトン、早川書房） 1972、のち文庫
- 『サン・ディエゴの十二時間』（ジョン・ラング、早川書房） 1976、のちマイクル・クライトン名義で『サンディエゴの十二時間』と改題して文庫

### J・G・バラード
- 『溺れた巨人』（J・G・バラード、大谷圭二名義訳、創元推理文庫） 1971
- 『ヴァーミリオン・サンズ』（J・G・バラード、早川書房） 1980.6
- 『奇跡の大河』（J・G・バラード、新潮文庫） 1988.8
- 『J・G・バラード短編全集 1』（J・G・バラード、柳下毅一郎監修、共訳、東京創元社） 2016
- 『J・G・バラード短編全集 2』（J・G・バラード、柳下毅一郎監修、共訳、東京創元社） 2017
- 『J・G・バラード短編全集 3』（J・G・バラード、柳下毅一郎監修、共訳、東京創元社） 2017
- 『J・G・バラード短編全集 4』（J・G・バラード、柳下毅一郎監修、共訳、東京創元社） 2017
- 『J・G・バラード短編全集 5』（J・G・バラード、柳下毅一郎監修、共訳、東京創元社） 2018

### ロジャー・ゼラズニイ
- 『地獄のハイウェイ』（ロジャー・ゼラズニイ、ハヤカワ文庫SF） 1972
- 『伝道の書に捧げる薔薇』（ロジャー・ゼラズニイ、峯岸久共訳、ハヤカワ文庫） 1976
- 『ドリームマスター』（ロジャー・ゼラズニイ、ハヤカワ文庫） 1981.5
- 『キャメロット最後の守護者』（ロジャー・ゼラズニイ、共訳、ハヤカワ文庫） 1984.4

### カート・ヴォネガット
- 『タイタンの妖女』（カート・ヴォネガット、早川書房）1972、のち文庫
- 『プレイヤー・ピアノ』（カート・ヴォネガット・ジュニア、ハヤカワ文庫） 1975
- 『ローズウォーターさん、あなたに神のお恵みを』（カート・ヴォネガット、早川書房）1977、のち文庫
- 『スラップスティック または、もう孤独じゃない!』（カート・ヴォネガット、早川書房） 1979.1、のち文庫
- 『ジェイルバード』（カート・ヴォネガット、早川書房） 1981.11、のち文庫
- 『モンキー・ハウスへようこそ』（カート・ヴォネガット、伊藤典夫,吉田誠一他共訳、早川書房） 1983.10、のち2分冊で文庫
- 『チャンピオンたちの朝食』（カート・ヴォネガット、早川書房） 1984.5、のち文庫
- 『デッドアイ・ディック』（カート・ヴォネガット、早川書房） 1984.8、のち文庫
- 『さよならハッピー・バースデイ』（カート・ヴォネガット、晶文社） 1986.6
- 『ガラパゴスの箱船』（カート・ヴォネガット、早川書房） 1986.10、のち文庫
- 『青ひげ』（カート・ヴォネガット、早川書房） 1989.2、のち文庫
- 『ホーカス・ポーカス』（カート・ヴォネガット、早川書房） 1992.4、のち文庫
- 『死よりも悪い運命』（カート・ヴォネガット、早川書房） 1993.9、のち文庫
- 『タイムクエイク 時震』（カート・ヴォネガット、早川書房） 1998.5、のち文庫
- 『バゴンボの嗅ぎタバコ入れ』（カート・ヴォネガット、伊藤典夫共訳、早川書房） 2000.10、のち文庫
- 『追憶のハルマゲドン』（カート・ヴォネガット、早川書房） 2008.8
- 『お日さまお月さまお星さま』（カート・ヴォネガット,アイヴァン・チャマイエフ、国書刊行会） 2009.11
- 『キヴォーキアン先生、あなたに神のお恵みを』（カート・ヴォネガット、 大森望共訳、早川書房） 2023.5

### フィリップ・ホセ・ファーマー
- 『階層宇宙の創造者』（フィリップ・ホセ・ファーマー、ハヤカワ文庫SF） 1973
- 『異世界の門 階層宇宙シリーズ 2』（フィリップ・ホセ・ファーマー、ハヤカワ文庫SF） 1974
- 『階層宇宙の危機 階層宇宙シリーズ 3』（フィリップ・ホセ・ファーマー、ハヤカワ文庫SF） 1975
- 『地球の壁の裏に 階層宇宙シリーズ 4』（フィリップ・ホセ・ファーマー、ハヤカワ文庫SF） 1975

### ブライアン・W・オールディス
- 『爆発星雲の伝説』（ブライアン・W・オールディス、早川書房） 1973、のち文庫 1979.10
- 『十億年の宴 SF-その起源と発達』（ブライアン・W・オールディス、共訳、東京創元社） 1980.10
- 『一兆年の宴』（ブライアン・W・オールディス,デイヴィッド・ウィングローヴ、東京創元社） 1992.7

### アイザック・アシモフ
- 『火星人の方法』（アイザック・アシモフ、小尾芙佐共訳、早川書房） 1974、のち文庫
- 『三分間の宇宙 - 世界のSF作家からのおくりもの100』（アイザック・アシモフ他編、共訳、講談社） 1981.7
- 『SF九つの犯罪』（アイザック・アシモフ他編、共訳、新潮文庫）  1981.8
- 『ミニミニSF傑作展』（アイザック・アシモフ他編、共訳、講談社） 1983.5
- 『Dr.アシモフのSFおしゃべりジャーナル』（アイザック・アシモフ、安田均,加藤弘一共訳、講談社） 1983
- 『ミクロの決死圏2 目的地は脳』（アイザック・アシモフ、早川書房） 1989.4、のち文庫
- 『アシモフ初期作品集2 ガニメデのクリスマス』（アイザック・アシモフ、冬川亘共訳、ハヤカワ文庫) 1996.5

### ジャック・ヴァンス
- 『竜を駆る種族』（ジャック・ヴァンス、ハヤカワ文庫SF） 1976
- 『復讐の序章 魔王子シリーズ1』（ジャック・ヴァンス、ハヤカワ文庫SF） 1985.10
- 『殺戮機械 魔王子シリーズ2』（ジャック・ヴァンス、ハヤカワ文庫SF） 1985.10
- 『愛の宮殿 魔王子シリーズ3』（ジャック・ヴァンス、ハヤカワ文庫SF） 1985.11
- 『闇に待つ顔 魔王子シリーズ4』（ジャック・ヴァンス、ハヤカワ文庫SF） 1986.3
- 『夢幻の書 魔王子シリーズ5』（ジャック・ヴァンス、ハヤカワ文庫SF） 1985.6
- 『奇跡なす者たち』（ジャック・ヴァンス、編訳、酒井昭伸共訳、国書刊行会） 2011
- 『宇宙探偵マグナス・リドルフ』（ジャック・ヴァンス、酒井昭伸共訳、国書刊行会、ジャック・ヴァンス・トレジャリー） 2016
- 『スペース・オペラ』（ジャック・ヴァンス、白石朗共訳、国書刊行会、ジャック・ヴァンス・トレジャリー） 2017

### フリッツ・ライバー
- 「ファファード&グレイ・マウザー」シリーズ（フリッツ・ライバー、大谷圭二名義訳、創元推理文庫）
1977年から1982年に大谷名義でシリーズ3巻まで刊行、のち2004年から2005年に浅倉名義で改訳＋新訳でシリーズ1巻～5巻が刊行
『魔の都の二剣士』
『死神と二剣士』
『霧の中の二剣士』
『妖魔と二剣士』
『ランクマーの二剣士』
- 『跳躍者の時空』（フリッツ・ライバー、中村融編、中村融,深町眞理子共訳、河出書房新社） 2010

### ジョン・ヴァーリィ
- 『さようならロビンソン・クルーソー』（ジョン・ヴァーリィ、共訳、集英社文庫） 1978.11
- 『へびつかい座ホットライン』（ジョン・ヴァーリィ、早川書房） 1979.8、のち文庫
- 『バービーはなぜ殺される』（ジョン・ヴァーリイ、共訳、創元推理文庫） 1987.12
- 『スチール・ビーチ』上・下（ジョン・ヴァーリイ、ハヤカワ文庫） 1994.7
- 『ブルー・シャンペン』（ジョン・ヴァーリイ、共訳、ハヤカワ文庫） 1994.9
- 『逆行の夏 ジョン・ヴァーリイ傑作集』（ジョン・ヴァーリイ、共訳、ハヤカワ文庫SF） 2015
- 『さようなら、ロビンソン・クルーソー：〈八世界〉全短編2』（ジョン・ヴァーリイ、大野万紀共訳、創元SF文庫） 2016

### サミュエル・R・ディレイニー
- 『時は準宝石の螺旋のように』（サミュエル・R・ディレーニ、伊藤典夫他共訳、サンリオSF文庫） 1979.9
- 『プリズマティカ』（サミュエル・R・ディレイニー、早川書房） 1983.6
- 『ドリフトグラス』（サミュエル・R・ディレイニー、伊藤典夫,小野田和子,酒井昭伸,深町眞理子共訳、国書刊行会） 2014.12

### R・A・ラファティ
- 『九百人のお祖母さん』（R・A・ラファティ、早川書房） 1981.2、のち文庫
- 『どろぼう熊の惑星』（R・A・ラファティ、編訳、ハヤカワ文庫SF） 1993.3
- 『つぎの岩につづく』（R・A・ラファティ、伊藤典夫共訳、ハヤカワ文庫SF） 1996.10
- 『昔には帰れない』（R・A・ラファティ、伊藤典夫編、伊藤典夫共訳、ハヤカワ文庫SF） 2012
- 『町かどの穴 ラファティ・ベスト・コレクション1』（R・A・ラファティ、牧眞司編集、伊藤典夫他共訳、ハヤカワ文庫SF) 2021
- 『ファニーフィンガーズ ラファティ・ベスト・コレクション2』（R・A・ラファティ、牧眞司編集、伊藤典夫他共訳、ハヤカワ文庫SF) 2021

### コードウェイナー・スミス
- 『鼠と竜のゲーム 人類補完機構1』（コードウェイナー・スミス、伊藤典夫共訳、ハヤカワ文庫） 1982.4
- 『ノーストリリア 人類補完機構』（コードウェイナー・スミス、ハヤカワ文庫） 1987.3
- 『スキャナーに生きがいはない 人類補完機構全短篇1』（コードウェイナー・スミス、伊藤典夫共訳、ハヤカワ文庫） 2016
- 『アルファ・ラルファ大通り 人類補完機構全短篇2』（コードウェイナー・スミス、伊藤典夫共訳、ハヤカワ文庫） 2016

### アーサー・C・クラーク
- 『前哨』（アーサー・C・クラーク、共訳、ハヤカワ文庫） 1985.4
- 『太陽系最後の日 (ザ・ベスト・オブ・アーサー・C・クラーク 1)』（アーサー・C・クラーク、中村融編、共訳、ハヤカワ文庫） 2009
- 『90億の神の御名 (ザ・ベスト・オブ・アーサー・C・クラーク 2)』（アーサー・C・クラーク、中村融編、共訳、ハヤカワ文庫） 2009
- 『メデューサとの出会い (ザ・ベスト・オブ・アーサー・C・クラーク 3)』（アーサー・C・クラーク、中村融編、共訳、ハヤカワ文庫） 2009

### ラリー・ワイルド
- 『男と女のジョーク集』（ラリー・ワイルド、光文社文庫、世界のジョーク集1） 1985.12
- 『バージンと色魔のジョーク集』（ラリー・ワイルド、光文社文庫、世界のジョーク集2） 1986.1
- 『ゴルフ・ジョーク集』（ラリー・ワイルド、光文社文庫、世界のジョーク集5） 1986.1

### ウィリアム・ギブスン
- 『クローム襲撃』（ウィリアム・ギブスン、ハヤカワ文庫） 1987.5
- 『ヴァーチャル・ライト』（ウィリアム・ギブスン、角川書店） 1994.11、のち文庫
- 『あいどる』（ウィリアム・ギブスン、角川書店） 1997.9 、のち文庫
- 『フューチャーマチック』（ウィリアム・ギブスン、角川書店） 2000
- 『パターン・レコグニション』（ウィリアム・ギブスン、角川書店） 2004.5
- 『スプーク・カントリー』（ウィリアム・ギブスン、早川書房） 2008.12

### ジェイムズ・ティプトリー・Jr.
- 『愛はさだめ、さだめは死』（ジェイムズ・ティプトリー・ジュニア 、伊藤典夫共訳、ハヤカワ文庫） 1987.8
- 『たったひとつの冴えたやりかた』（ジェイムズ・ティプトリー・Jr.、ハヤカワ文庫） 1987.10、のち表題短編のみで改訳版（早川書房）
- 『星ぼしの荒野から』（ジェイムズ・ティプトリー・ジュニア、伊藤典夫共訳、ハヤカワ文庫) 1999.3
- 『すべてのまぼろしはキンタナ・ローの海に消えた』（ジェイムズ・ティプトリー・ジュニア、ハヤカワ文庫） 2004.11
- 『輝くもの天より墜ち』（ジェイムズ・ティプトリー・ジュニア、ハヤカワ文庫） 2007.7

### トーマス・M・ディッシュ
- 『いさましいちびのトースター』（トーマス・M・ディッシュ、早川書房） 1987.12、のち文庫
- 『いさましいちびのトースター火星へ行く』（トーマス・M・ディッシュ、早川書房） 1989.12、のち文庫
- 『アジアの岸辺』（トマス・M・ディッシュ、若島正編、国書刊行会、未来の文学） 2004.12
- 『SFの気恥ずかしさ』（トマス・M・ディッシュ、小島はな 補訳、若島正解説、国書刊行会）2022.12

### リチャード・ホイト
- 『デコイの男』（リチャード・ホイト、ハヤカワ・ミステリ文庫） 1988.4
- 『シスキユーの対決』（リチャード・ホイト、ハヤカワ・ミステリ文庫） 1988.9
- 『ハリーを探せ』（リチャード・ホイト、ハヤカワ・ミステリ文庫） 1990.1

### リチャード・ティモシー・コンロイ
- 『スミソン氏の遺骨』（リチャード・ティモシー・コンロイ、創元推理文庫） 1999.11
- 『インド展の憂鬱』（リチャード・ティモシー・コンロイ、創元推理文庫） 2000.1
- 『一寸の虫にも死者の魂』（リチャード・ティモシー・コンロイ、創元推理文庫） 2000.3